# Gordon Chalk
Pour les articles homonymes, voir Chalk.
Gordon William Wesley Chalk (16 mai 1913 - 26 avril 1991) a été le 30e premier ministre du Queensland et ce, pendant une semaine, du 1er au 8 août 1968. Il fut le premier, et jusqu'ici le seul, premier ministre du Queensland à être membre du Parti libéral.
Le 23 décembre 1965, Chalk succéda à Alan Munro comme chef du Parti libéral du Queensland, vice-premier ministre et trésorier d'un gouvernement de coalition avec le  Country Party dirigé par Frank Nicklin. Il a continué à jouer ces rôles quand Jack Pizzey succéda à Nicklin comme Premier ministre le 17 janvier 1968. Après la mort soudaine de Pizzey le 31 juillet 1968, le gouverneur, Sir Alan Mansfield, confia à Chalk le rôle de premier ministre le 1er août, en attendant l'élection du nouveau leader du Country Party. Celui-ci choisit Joh Bjelke-Petersen qui succéda à Chalk après une semaine à son poste.
Chalk poursuivit de participer au gouvernement à titre de ministre des Finances et chef du Parti libéral jusqu'à sa démission du Parlement en 1976.